# Sulev (Schiff, 1958)
Die Sulev ist das Typschiff der Lindau-Klasse (Klasse 320) der Bundesmarine und wurde von dieser 1958 als Lindau (Kennung: M 1072) in Dienst gestellt. Die zum Minenjagdboot (Klasse 331) umgebaute Lindau gehörte nach ihrer Dienstzeit in Deutschland als Sulev (Kennung: M312) zur Minenabwehrdivision der estnischen Marine.

## Geschichte
Die Lindau wurde als erstes der 18 Boote umfassenden, nach ihr benannten Klasse in der Burmester-Schiffswerft in Bremen gebaut. Das Boot lief am 16. Februar 1957 vom Stapel und wurde am 24. April 1958 von der Bundesmarine in Dienst gestellt. Es war somit das erste Kriegsschiff, das nach dem Ende des Zweiten Weltkrieges in Deutschland gebaut worden war. Ursprünglich war die Lindau ein Minensucher, jedoch wurde sie Ende der 1970er Jahre zu einem Minenjagdboot umgebaut. Die Deutsche Marine stellte die Lindau und ihr Schwesterschiff Cuxhaven am 9. Oktober 2000 außer Dienst und übergab die Schiffe der estnischen Marine. Bei der offiziellen Übergabe wurde das Boot auf den Namen Sulev getauft und der Minenabwehrdivision („Miinilaevade Divisjon“) zugeordnet. Nach dem Zulauf der Einheiten der Sandown-Klasse wurde die Sulev im März 2009 außer Dienst gestellt. Seit Oktober 2013 kann das Boot als Exponat des Estnischen Meeresmuseums im Tallinner Wasserflugzeughafen besichtigt werden.

## Erste Dienstzeit (Bundeswehr)

### Einsatz
Die Lindau war, wie ihre Schwesterschiffe, während ihrer gesamten Einsatzzeit in der Nordsee stationiert. Bis zum Umbau in den 1970er Jahren war sie als Minensuchboot beim 4. Minensuchgeschwader (4. MSG) in Wilhelmshaven stationiert. Anschließend wurde das Boot, als Minenjäger, wieder dem 4. MSG zugeordnet. Bei dessen Auflösung am 17. September 1997 wurde die Lindau dem 6. MSG (ebenfalls in Wilhelmshaven) unterstellt. Dort wurde sie auch im Jahr 2000 außer Dienst gestellt.

### Name
Das Boot wurde nach der deutschen Stadt Lindau am Bodensee benannt. Wie bei der Bundeswehr üblich, übernahm die Stadt die Patenschaft für das Boot. Durch die lange Einsatzzeit wurde diese mit 43 Jahren schließlich die längste patenschaftliche Verbindung in der Deutschen Marine.

## Zweite Dienstzeit (estnische Marine)
Nach dem Einsatz in Deutschland wurde das Schiff am 9. Oktober 2000 von der Marine Estlands übernommen.

### Aufgaben
- Sicherheit und Freiheit in estnischen Gewässern gewährleisten
- Minenräumen
- Seenotrettungsdienst
- Beteiligung an Einsätzen im Rahmen von BALTRON
- Vertretung Estlands bei internationalen Übungen und Operationen
- Zusammenarbeit mit dem Grenzschutz
- Ausbildung der Besatzung

### Name & Schiffswappen
Die Sulev war das dritte Schiff mit diesem Namen in der estnischen Marine. Das erste war ein ehemaliges deutsches Küstentorpedoboot der A-Klasse (A 32), das während der Schlacht im Moonsund gestrandet war. Dieses war nach dem Ende des Ersten Weltkrieges von dem unabhängig gewordenen Estland geborgen und 1924 von dessen Marine als Sulev in Dienst gestellt worden. Das zweite Schiff war eines der beiden Aufklärungsschiffe der Kondor-Klasse der Volksmarine, das Estland 1994 von Deutschland geschenkt worden war.
Eine Armbrust auf dem Schiffswappen nimmt Bezug auf die Waffe des Sohnes von Sulev. Das Schiffsmotto lautet in Latein „certum est“ – auf Deutsch „Es ist sicher“. Das Wappen wurde von Priit Herodes entworfen.
Am 5. August 2001, dem 5. Kuressaarer Marinetag, wurde ein Kooperationsvertrag zwischen dem Stadtrat von Kuressaare und dem Minenjagdboot Sulev unterzeichnet, welches dem Schiff das Recht zum Tragen des Stadtwappens gab, um im Gegenzug die Stadt in den ausländischen Häfen vorzustellen.

### Kommandanten
- Vanemleitnant Annes Vainamäe (Dezember 2000 – August 2001)
- Leitnant Marek Vesiaid (August 2001 – April 2002)
- Leitnant/Vanemleitnant Jüri Saska (April 2002 – Februar 2005)
  - Leitnant Rain Terras (Juni 2003 – Juli 2004)
- Leitnant Tarmo Sepp (Februar 2005 – November 2006)
- Leitnant Janek Naur